# Amira (distrito)
Amira (em árabe: المراه; romaniz.: El-Amirah) é um distrito localizado na província de Aïn Defla, no norte da Argélia.[carece de fontes?] Sua capital é Amira.

## Municípios
O distrito está dividido em três municípios:
- Amira
- Mekhatria
- Arib